# بانفا
بانفا (به مجاری: Bánfa) یک منطقهٔ مسکونی در مجارستان است که در ناحیهٔ سیگت‌وار واقع شده‌است. بانفا ۱۲٫۰۶ کیلومتر مربع مساحت و ۱۶۸ نفر جمعیت دارد.